# François Le Clerc
François Le Clerc, soms Francis Le Clerc of François LeClerc genoemd, bijgenaamd Houtenbeen (Réville, ? – Azoren, 1563) was een piraat van Franse afkomst. François Le Clerc werd vooral bekend door de plundering van de steden Santiago op Cuba en Santa Cruz de la Palma op de Canarische Eilanden. Beide steden hoorden in die tijd bij Spanje. Hij vocht vooral voor Frankrijk, van welk land hij kaperbrieven meekreeg die hem het recht gaven om Spaanse schepen te overvallen.

## Situatie
François Le Clerc is geboren in het Normandische stadje Réville. In de 16e eeuw vonden er in Europa verschillende godsdienstoorlogen plaats tussen de protestanten en de katholieken. Deze oorlogen werden voor een deel uitgevochten op de zeeroutes die over de Atlantische Oceaan naar de nieuw ontdekte kolonies leidden. Verschillende landen gaven aan piraten kaperbrieven mee, die hen het recht gaven om schepen van vijandelijke landen te overvallen.
In deze periode voerde koning Karel I van Spanje verschillende oorlogen met Frankrijk, omdat dit land volgens hem te veel steun gaf aan de protestanten. Tijdens deze oorlogen kreeg Le Clerc van Frankrijk kaperbrieven mee om Spaanse schepen te veroveren.

## Houtenbeen
Toch is het eerste wat we over Le Clerc weten niet iets wat in een strijd tegen Spanje is gebeurd, maar tegen de Engelsen. Toen hij in 1549 met hen in gevecht was in de buurt van het eiland Guernsey, verloor hij een been en raakte zijn arm zwaargewond. Hierop liet hij zich een houten been aanmeten. Zijn tegenstanders gaven hem dan ook de bijnaam Houtenbeen (Engels: Peg Leg, Spaans: Pie de Palo, Frans: Jambe-de-Bois.)

## Plunderingen
In 1550 komen wij hem voor het eerst tegen in de Caribische Zee. In dat jaar was hij de eerste Europeaan die zich op het eiland Santa Lucia vestigde. Hij maakte het nabijgelegen Duiveneiland tot zijn basis, en viel van daaruit Spaanse schepen aan.
Het Franse hof was kennelijk onder de indruk van zijn verrichtingen, want in 1551 werd Le Clerc al verheven tot de adelstand, vanwege betoonde dapperheid. Een jaar later overviel hij het Portugese eiland Porto Santo in de buurt van Madeira.
In 1553 voer hij weer naar de Caraïben, ditmaal als commandant van een sterke vloot. Koning Hendrik II had hem namelijk 3 oorlogsschepen toegewezen om de Spanjaarden te overvallen. Zelf voegde hij daar nog 7 piratenschepen aan toe. Deze vloot stond onder leiding van hemzelf, Jacques de Sores en Robert Blondel.
Met deze sterke vloot plunderde hij de Bahama's en viel hij de stad San Germán op Puerto Rico aan. Daarna ging hij systematisch alle havens van het eiland Hispaniola langs, en plunderde deze ook. Op de terugweg naar Europa deden de zeerovers nog de Canarische Eilanden aan. Daar hielden ze de stad Santa Cruz de la Palma een tijdlang bezet, en staken deze deels in brand. Ook veroverden zij daar een kraak uit Genua.
In 1554 vertrok Le Clerc nogmaals naar de Caribische Zee, met 8 grote schepen en 300 soldaten. Met deze legermacht hield hij een maand lang de toenmalige Cubaanse hoofdstad Santiago bezet, en vernielde deze grondig.

## In Engelse dienst
In april 1562 kwamen de protestanten in verschillende Normandische steden in opstand tegen de katholieke koning Karel IX. De Engelse koningin Elizabeth I besloot hen te ondersteunen. Zij stuurde troepen naar Frankrijk, die de stad Le Havre bezetten. Le Clerc sloot zich bij hen aan, en begon Franse schepen te overvallen.
Hierdoor was hij in feite uit het Franse kamp overgelopen naar de Engelsen. Mede hierom vroeg hij in maart 1563 aan koningin Elizabeth of hij van hen een pensioen kon krijgen. Dit verzoek werd afgewezen, waar hij erg verbolgen over was.
Hij vertrok daarop naar de Azoren, om op eigen houtje op Spaanse schepen te gaan jagen. Hierbij kwam hij in 1563 om het leven.

## De persoon Le Clerc
François Le Clerc stond bekend om zijn dapperheid. Als zijn bemanning een ander schip enterde, was hij meestal de eerste die aan boord sprong. Ook het feit dat hij door bleef vechten nadat hij zijn been was verloren, oogstte veel bewondering.
Zijn eigen religieuze overtuiging is onduidelijk. Zijn hele leven lang heeft hij Spaanse katholieken aangevallen, en ook tijdens de strijd in Normandië koos hij de kant van de protestanten. Toch ontheiligde hij nooit de katholieke kerken in de steden die hij aanviel, hoewel dat in die tijd wel gebruikelijk was.

## Moderne verwijzingen
De inspiratie voor de stereotiepe piraat met een houten been die in veel boeken, strips en films voorkomt is voor een groot deel terug te voeren op Le Clerc. Hij komt zelf ook in een film voor: in The Dark Avenger (1955) wordt zijn personage gespeeld door Leslie Linder.